# 三門順子
三門 順子（みかど じゅんこ、1915年〈大正4年〉9月25日 - 1954年〈昭和29年〉4月4日）は、栃木県佐野市出身の歌手。本名：富山 静子。

## 経歴
長唄を習い、18歳の時、NHKのオーディションを受け合格。NHK文芸部、久保田万太郎の推薦でキングレコードに入る。
1935年（昭和10年）7月にキングレコードから「水兵節」でデビューしこの年から専属制度を設けたキングレコードの第一号歌手となる。1937年（昭和12年）「さくら道成寺」「祇園絵日傘」、1939年（昭和14年）「暁の決死隊」、1941年（昭和16年）「筑紫の明月」、1947年（昭和22年）「それで良いのよ」などがヒット。1938年（昭和13年）に児玉好雄と吹き込んだ「愛馬行」（愛馬進軍歌のB面）が大ヒットする。またこの時期に井口小夜子と共にその美貌から「キングの名花2輪」とも称されていた。戦前・戦中期にかけて活躍する。その後、同キングレコード専属だった樋口静雄と結婚した。
1954年（昭和29年）4月4日、胆石痛で死去。38歳没。

## ヒット曲
- 追分月夜（昭和11年(1936年)）
- 春色明治姿（昭和12年(1937年)）
- さくら道成寺（昭和12年(1937年)）
- 祇園絵日傘（昭和12年(1937年)）
- 愛馬行（昭和13年(1938年)）
- 暁の決死隊[1]（昭和14年(1939年)）
- 忠義ざくら（昭和16年(1941年)）
- 筑紫の明月（昭和16年(1941年)）
- それで良いのよ（昭和22年(1947年)）
- お七かんざし（昭和23年(1948年)）
- 雨になりそうね